# Shahrestān di Aliabad
Lo shahrestān di Aliabad (farsi شهرستان علي آباد) è uno dei 14 shahrestān della provincia del Golestan, in Iran. Il capoluogo è Ali Abad. Lo shahrestān è suddiviso in 2 circoscrizioni (bakhsh): 
- Centrale (بخش مرکزی)
- Kamalan (بخش کمالان), con capoluogo Fazel Abad.